# 존 웜슬리

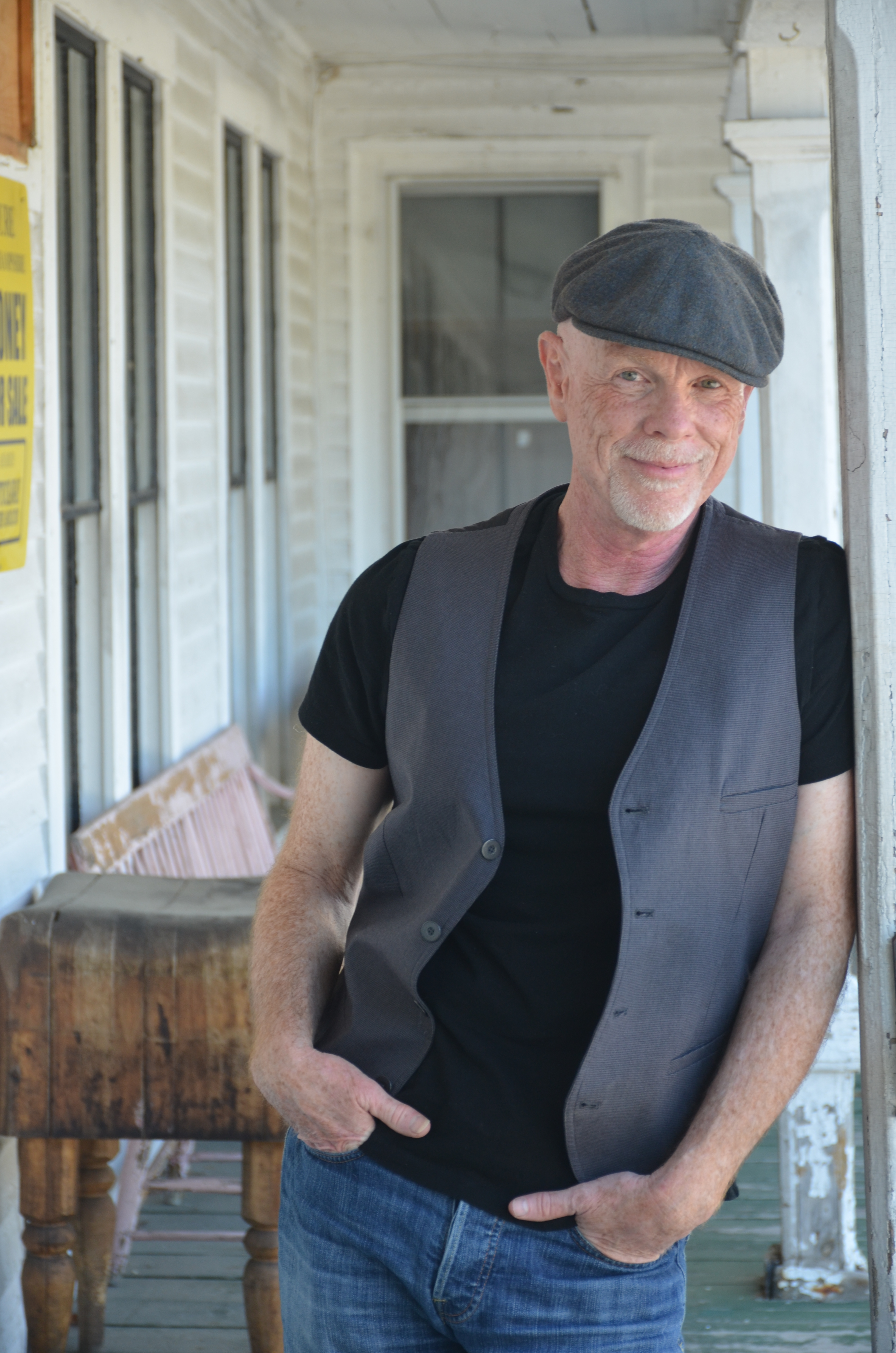

존 웜슬리(Jon Walmsley, 1956년 2월 6일 ~ )는 영국의 성우, 텔레비전 배우, 작곡가 겸 작사가, 가수, 영화 프로듀서, 영화배우이다.
블랙번에서 태어났다.

## 방송
- 월튼네 사람들

## 영화
- 곰돌이 푸의 모험 (1977년)
- 월튼네 사람들 (1972년)
- 홈커밍 - 크리스마스 스토리 (1971년)
- 오리지널 패밀리 밴드 (1968년)
- 곰돌이 푸 2 - 폭풍우 치던 날 (1968년)